# Nhà nước Bundi

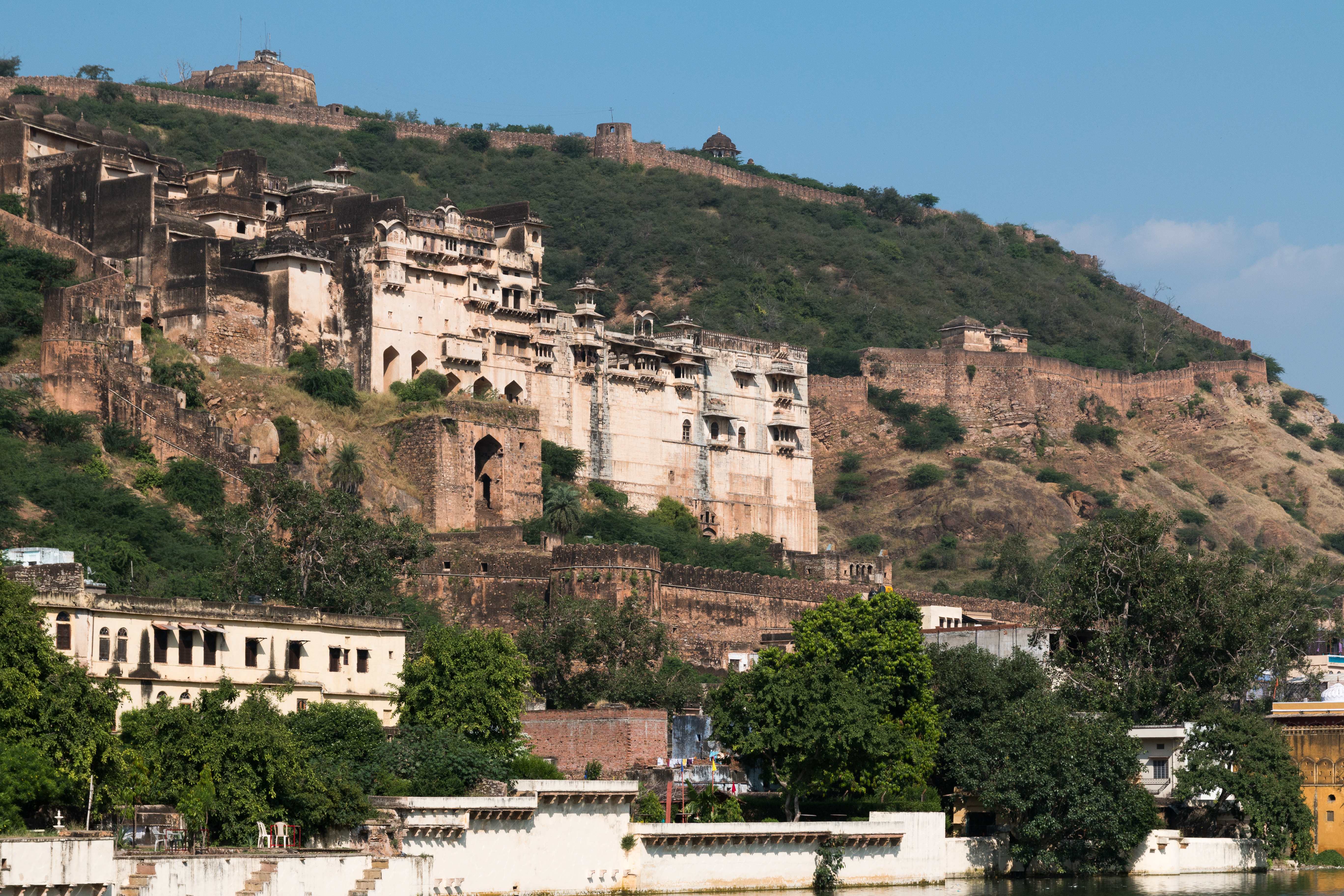
Quang cảnh Cung điện Garh ở Bundi

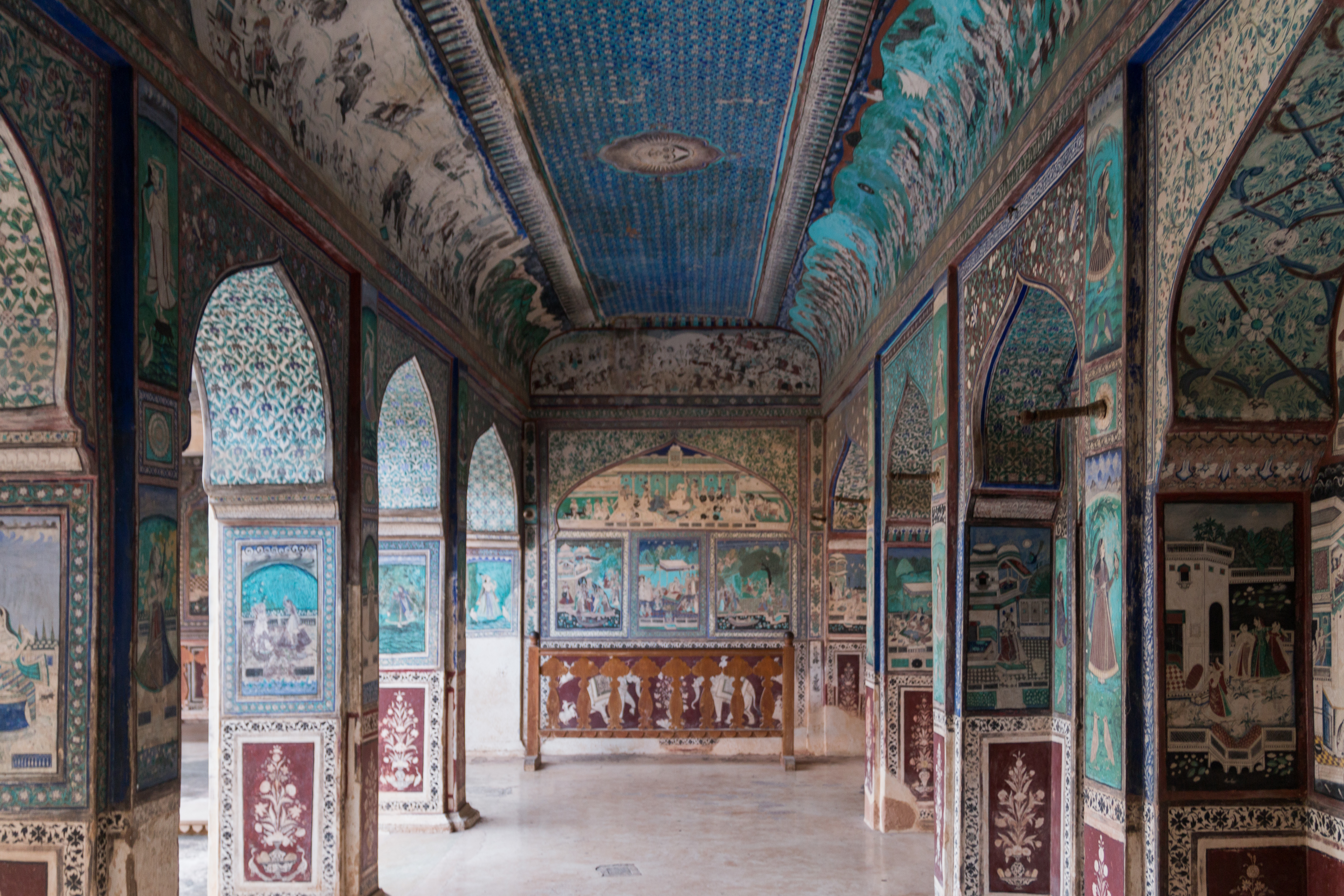
Cung điện Garh Chitrasala

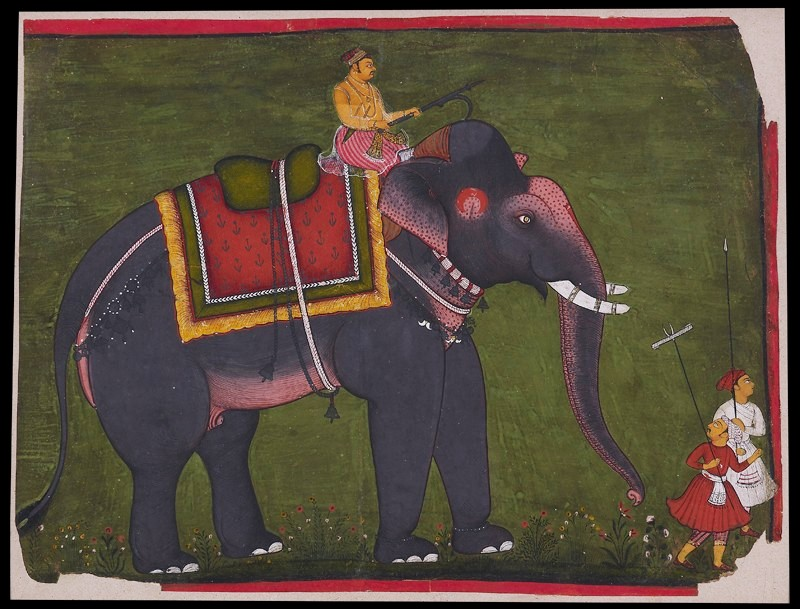
Maharao Bhao Singh cưỡi voi năm 1675

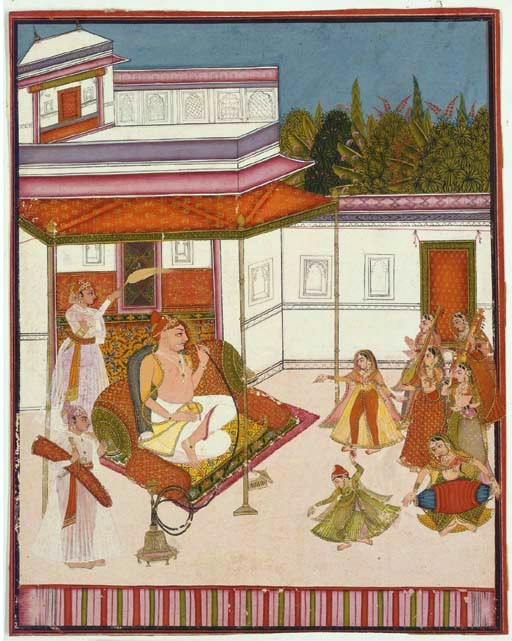
Maharao Umed Singh của Bundi

Nhà nước Bundi (tiếng Anh: Bundi State; tiếng Hindi: बूंदी रियासत) là một phiên vương quốc trên tiểu lục địa Ấn Độ, được cai trị bởi triều đại Hada Chauhan, kể từ thế kỷ XIX, nó là đất bảo hộ của Ấn Độ thuộc Anh.
Bundi được thành lập bởi Surjan Singh vào năm 1554, người cai trị của cuối cùng nó là Bahadur Singh. Năm 1949, nhà nước Bundi gia nhập Liên minh Ấn Độ và ngày nay nó là Huyện Bundi thuộc Bang Rajasthan.